# Tukoji III Rao Holkar
Maharajadhiraja Raj Rajeshwar Sawai Shri Sir Tukoji III Rao Holkar Bahadur (Maheshwar 26 de novembre de 1890-París 21 de maig de 1978) fou maharajà d'Indore, fill i successor de Sivaji Rao Holkar que va abdicar al seu favor el 31 de gener de 1903. La seva mare era Maharani Shrimant Akhand Soubhagyavati Sita Bai Sahib Holkar.
Va regnar sota un consell de regència i fou investit de tots els poders el 6 de novembre de 1911 amb 21 anys. Aquest mateix any va assistir a la coronació de Jordi V d'Anglaterra a Londres. Va fundar l'orde del mèrit d'Holkar (febrer de 1914) i l'orde de Ahilya Holkar (22 de novembre de 1920). Va ser nomenat cavaller de l'orde de l'estrella l'1 de gener de 1918. Va abdicar a favor del seu únic fill Jaswant II Rao Holkar el 26 de febrer de 1926.
Es va casar el 1895 amb Maharani Shrimant Akhand Soubhagyavati Chandravati Bai Sahib Holkar, el 1913 amb Maharani Shrimant Akhand Soubhagyavati Indira Bai Sahib Holkar i el 1928 amb Maharani Shrimant Akhand Soubhagyavati Sharmista Devi Sahib Holkar (coneguda com a Sharmista Devi), una americana nascuda Nancy Anne Miller.
Va morir a París el 21 de maig de 1978). Va tenir un sol fill i sis filles.